# 舞鶴親海公園
舞鶴親海公園（まいづるしんかいこうえん）は、京都府舞鶴市にある都市公園（風致公園）である。無料駐車場完備。

## 概要
舞鶴市千歳地区で2004年（平成16年）8月3日に新たにオープンした公園で、関西電力の協力で整備された。全長120mの釣り護岸が人気を集めており、また護岸全体に安全柵が施してあるため休日などには家族で楽しむ姿を見ることができる。ちなみに海水を引いた「親水池」などもある。
さらに豪華客船をイメージした関西電力の舞鶴発電所PR館「エル・マールまいづる」が停泊しており、日本初の海上プラネタリウムが楽しめる。またエネルギー体験館や客船歴史館などのアミューズメント施設が整っている。

## 主な施設概要

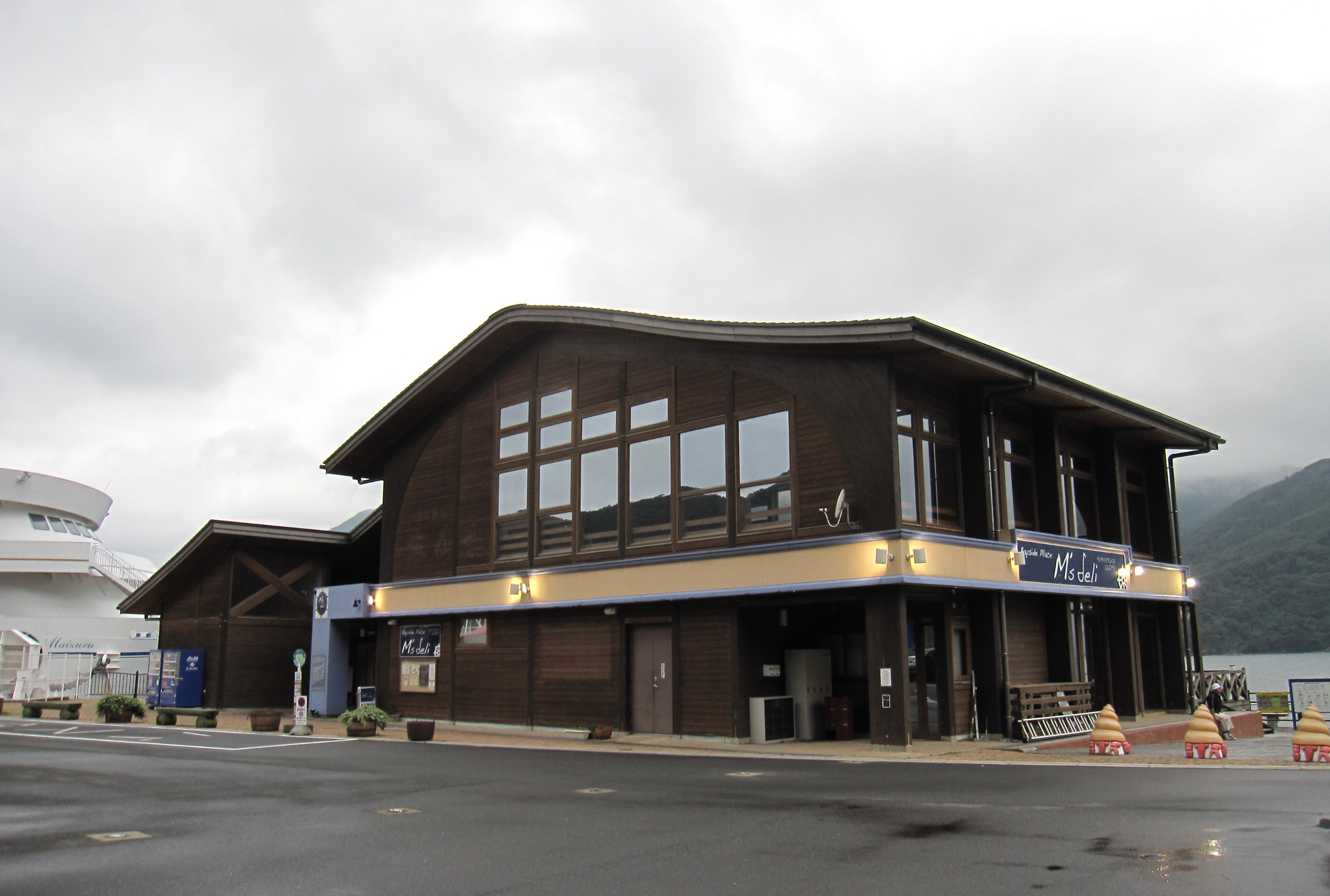
ベイサイドプレイス M's deli

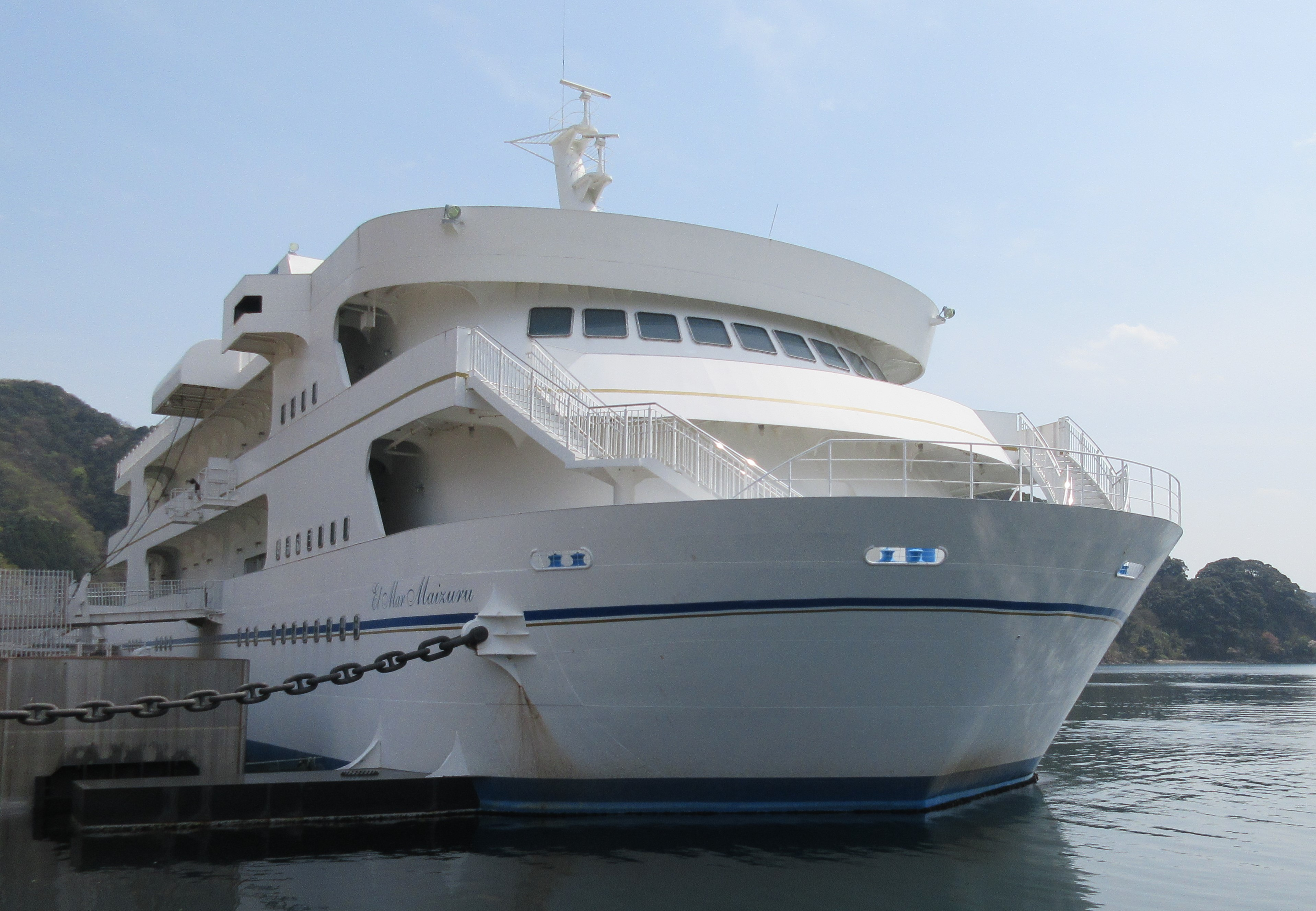
エル・マールまいづる

- 飲食店「ベイサイドプレイス M's deli（エムズデリ）」
（平日：10:00〜18：00 / 金・土・日・祝日：10:00〜21:00 / 定休日：水曜日・水曜日が祝日の場合は翌日）
- 地物産品マーケット
- 親水公園
- 護岸公園（海釣場）
- 関西電力PR館「エル・マールまいづる」
  - プラネタリウム（プラネタリウム入場のみ有料）
  - エネルギー体験館
  - 客船歴史館
- 駐車場

## 以前にあった施設概要
- 漁村レストラン「海仙楽」（2009年3月20日よりM's deliとしてリニューアル）

## アクセス
- JR 舞鶴線 東舞鶴駅から西大浦バスで約20分。
- 舞鶴若狭自動車道 舞鶴東ICより車で約20分。

## 周辺の名所・文化施設
- 舞鶴市農業公園・舞鶴ふるるファーム
- 舞鶴自然文化園
- 舞鶴引揚記念館
- 舞鶴クレインブリッジ
- 松尾寺
- 金剛院
- 舞鶴市政記念館（12棟の煉瓦倉庫群）
- 赤れんが博物館
- 舞鶴赤れんが倉庫群
- 五老スカイタワー